# تاريخ تشيكوسلوفاكيا
مع انهيار النظام الملكي هابسبورغ في نهاية الحرب العالمية الأولى، وبلد مستقل تشيكوسلوفاكيا (التشيكية والسلوفاكية: Československo) تشكلت، بتشجيع من، من بين أمور أخرى، الولايات المتحدة وودرو ويلسون الرئيس. كانت التشيك وسلوفاكيا ليس على نفس المستوى من التنمية الاقتصادية والتكنولوجية، ولكن الحرية والفرص وجدت في تشيكوسلوفاكيا المستقلة مكنتهم من اتخاذ خطوات واسعة نحو التغلب على هذه التفاوتات. ومع ذلك، كانت الفجوة بين الثقافات أبدا سدها تماما، والتناقض المستمر لعبت دورا على مر السنين 75 للاتحاد.

## التاريخ السياسي

### إعدادات التاريخية إلى 1918
وكان إنشاء تشيكوسلوفاكيا في عام 1918 تتويجا لنضال 19th القرن الهوية والسياسة الإثنية. التشيك، ومجموعة واحدة من الموضوع إمبراطورية متعددة الأعراق متعددة linguisitic، وعاش في المقام الأول في بوهيميا. مع صعود حركات النهضة الوطنية (إحياء التشيكي الوطني، بتحريض من إحياء الوطني السلوفاكي Štúr Ľudovít)، جنبا إلى جنب مع تصاعد التوترات الدينية والعرقية السياسات (مثل المقاومة سلوفاكيا "لMagyarization من قبل حكامهم المجرية وسلوفاكيا كان إلى حد كبير جزءا من المجر أراد المنطقة تسيطر عليها الإمبراطورية) لدفع الإمبراطورية إلى حد الانهيار. أرادت الشعوب الخاضعة في جميع أنحاء الإمبراطورية أن تتحرر من حكم الطبقة الأرستقراطية القديمة والعائلة الإمبراطورية. تم حلها جزئيا عن طريق إدخال التمثيل العرقي المحلية والحقوق اللغوية، ومع ذلك، وضعت الحرب العالمية الأولى حدا لمزيد من الإصلاح، وتسببت في نهاية المطاف انهيار الإمبراطورية الداخلية النمساوية المجرية وتحرير الشعوب الخاضعة مثل التشيك والسلوفاك. على الرغم من أن التشيك والسلوفاك لغات مماثلة، في نهاية القرن 19th، كان الوضع من التشيك والسلوفاك مختلفة جدا، وذلك بسبب المراحل المختلفة للتنمية من سادتهم - النمساويين في بوهيميا ومورافيا، والهنغاريين في سلوفاكيا - داخل النمسا والمجر. كان بوهيميا الجزء الأكثر الصناعية من النمسا وسلوفاكيا التي لهنغاريا - ولكن على مستوى مختلف. في مطلع القرن العشرين، بدأت فكرة الكيان "التشيكي السلوفاكي" يروج لها بعض الزعماء التشيكيين والسلوفاكيين. في تسعينيات القرن التاسع عشر، تكثفت الاتصالات بين المثقفين التشيكيين والسلوفاكيين. على الرغم من الاختلافات الثقافية، شارك السلوفاكيون مع التشيك تطلعات مماثلة للاستقلال عن ولاية هابسبورغ واتحدوا طوعًا مع التشيك.
خلال الحرب العالمية الأولى، في عام 1916، جنبا إلى جنب مع إدوارد بينيس وميلان ستيفانيك (أ الفلكي السلوفاكية وبطل الحرب)، التي أنشئت توماس ماساريك مجلس التشيكوسلوفاكية الوطنية. عملت مازاريك في الولايات المتحدة، ستيفانيك في فرنسا، وبينيس في فرنسا وبريطانيا دون كلل لكسب الحلفاء الاعتراف. خاض نحو 1.4 مليون جندي في التشيك في الحرب العالمية الأولى، 150,000 منهم لقوا حتفهم. شكلت أكثر من 90,000 متطوع التشيكية جحافل التشيكوسلوفاكية في روسيا وفرنسا وإيطاليا، حيث قاتلوا ضد سلطات الحكومة المركزية والقوات الروسية في وقت لاحق مع الأبيض ضد القوات البلشفية. في بعض الأحيان السيطرة على جزء كبير من السكك الحديدية عبر سيبيريا وتورطه بشكل غير مباشر في تنفيذ المتسرع من القيصر وعائلته. كان هدفهم لكسب تأييد الحلفاء من أجل استقلال تشيكوسلوفاكيا. نجحوا في جميع التهم الموجهة إليه. اعترف الحلفاء عندما محادثات سرية بين الحلفاء والنمسا الإمبراطور تشارلز الأول (1916-1918) انهارت، في صيف عام 1918، وتشيكوسلوفاكيا المجلس الوطني سيكون المساهم الرئيسي في الحكومة التشيكوسلوفاكية في المستقبل.

### الجمهورية الأولى (1918-1938)

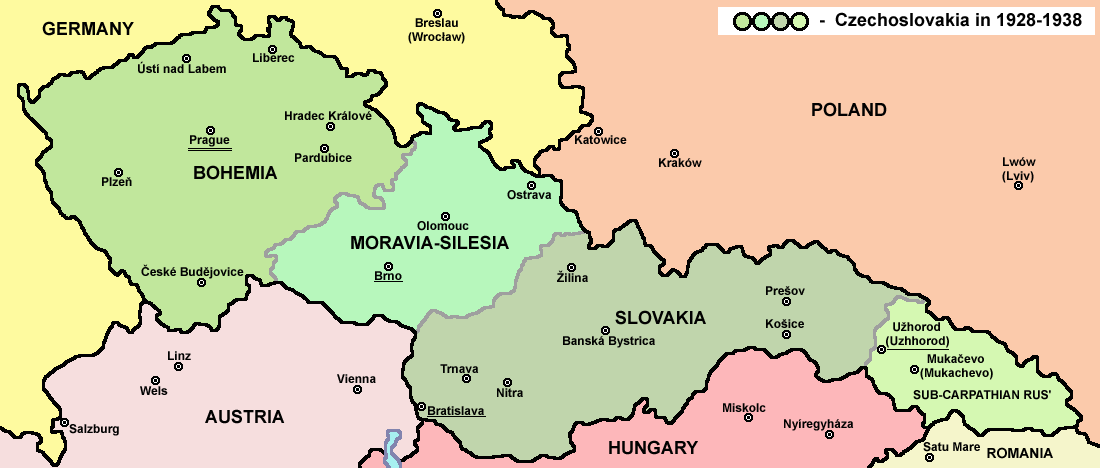
تشيكوسلوفاكيا عام 1928.

أُعلن استقلال تشيكوسلوفاكيا رسميًا في براغ في 28 أكتوبر 1918 في بدرجيخ سميتنا قاعة البيت البلدي ‏، وهو مكان مادي يرتبط بقوة بالمشاعر القومية. وانضم السلوفاك رسميًا إلى الدولة بعد يومين في بلدة مارتن، اعتمد دستور مؤقت وأُعلن توماس ماساريك رئيسًا في 14 نوفمبر. اعترفت معاهدة سان جيرمان، الموقعة في سبتمبر 1919، رسميًا بالجمهورية الجديدة. ادرجت في وقت لاحق روتينيا لأراضي التشيك وسلوفاكيا بموجب معاهدة تريانون (يونيو 1920). كانت هناك أيضا النزاعات الحدودية بين مختلف بولندا وتشيكوسلوفاكيا.
وقد تميزت الدولة الجديدة من مشاكل مع تنوعها العرقي، وتاريخها منفصلة ومختلفة إلى حد كبير الدينية والتقاليد الثقافية، والاجتماعية للتشيك والسلوفاك. الألمان والمجريين (المجريين) من تشيكوسلوفاكيا تحريكها علنا ضد المستوطنات الإقليمية.
بلغ عدد سكان الدولة الجديدة أكثر من 13.5 مليون نسمة. لقد ورثت 70 إلى 80% من إجمالي صناعة الإمبراطورية النمساوية المجرية. كانت أراضي التشيك أكثر تصنيعًا من سلوفاكيا. كانت معظم الصناعات الخفيفة والثقيلة موجودة في السوديت وكانت مملوكة للألمان وتسيطر عليها البنوك المملوكة لألمانيا. كانت روثينيا الكارباتية المتخلفة جدًا بلا صناعة
وقد صُممت الدولة التشيكوسلوفاكية دولةً ديمقراطية برلمانية. حدد الدستور "الأمة التشيكوسلوفاكية" باعتبارها الخالق والمكون الرئيسي للدولة التشيكوسلوفاكية وأسس اللغة التشيكية والسلوفاكية كلغتين رسميتين. كان مفهوم الأمة التشيكوسلوفاكية ضروريًا لتبرير إنشاء تشيكوسلوفاكيا تجاه العالم، وإلا فإن الأغلبية الإحصائية للتشيك مقارنة بالألمان ستكون ضعيفة إلى حد ما. تميز عمل الحكومة التشيكوسلوفاكية الجديدة بالاستقرار. وكانت الأحزاب السياسية جيدة التنظيم التي ظهرت كمراكز حقيقية للسلطة مسؤولة إلى حد كبير عن ذلك.

### الجمهورية الثانية (1938-1939)
على الرغم من أن تشيكوسلوفاكيا كانت الدولة الوحيدة في أوروبا الوسطى التي ظلت ديمقراطية برلمانية من عام 1918 إلى عام 1938، واجهت مشاكل مع الأقليات، وأهمها ما يتعلق بالعدد الكبير من السكان الألمان في البلاد.شكل الألمان السوديت من 3 إلى 3.5 مليون من أصل 14 مليون من سكان الدولة ما بين الحربين العالميتين وتركزوا إلى حد كبير في المناطق الحدودية البوهيمية والمورافية، والتي تسمى "السوديت" باللغة الألمانية. بعض أعضاء هذه الأقلية، الذين كانوا في الغالب متعاطفين مع ألمانيا، قوضوا الدولة التشيكوسلوفاكية الجديدة.
صعود أدولف هتلر في ألمانيا النازية، وضم ألمانيا (أنشلوس) للنمسا، وما نتج عن ذلك من إحياء التحريفية في المجر والتحريض من أجل الحكم الذاتي في سلوفاكيا، وسياسة التسوية التي اتبعتها القوى الغربية (فرنسا والمملكة المتحدة) تركت تشيكوسلوفاكيا بدون حلفاء، ومُعرضة لألمانيا والمجر المعاديتين من ثلاث جهات ولبولندا غير المتعاطفة من الشمال.
بعد ضم النمسا، أصبحت تشيكوسلوفاكيا هدف هتلر التالي. طالبت الأقلية الألمانية القومية، بقيادة كونراد هينلين وبدعم شديد من هتلر، باتحاد المقاطعات ذات الأغلبية الألمانية مع ألمانيا. مع التهديد بالحرب، قام هتلر بابتزازها من خلال معاهدة ميونخ في سبتمبر 1938 والتنازل عن مورافيا، وبوهيميا التشيكية سيليزيا التشيكية الحدودية، حيث طُرد جميع السكان قسرا التشيك. في 29 سبتمبر، وقعت ألمانيا وإيطاليا وفرنسا وبريطانيااتفاقية ميونيخ. ووافقت الحكومة التشيكوسلوفاكية على الالتزام بالاتفاق. نصت معاهدة ميونيخ على أن تشيكوسلوفاكيا يجب أن تتنازل عن أراضي السوديت لألمانيا. استقال بينيس من منصب رئيس جمهورية تشيكوسلوفاكيا في 5 أكتوبر 1938، وفرّ إلى لندن وخلفه إميل هاشا. في أوائل نوفمبر 1938، بموجب قرار فيينا الأول، التي كانت نتيجة لاتفاق ميونيخ، أجبرت ألمانيا وإيطاليا تشيكوسلوفاكيا (وسلوفاكيا لاحقًا) على التنازل عن جنوب سلوفاكيا (ثلث الأراضي السلوفاكية) للمجر. بعد البلاغ النهائي بتاريخ 30 سبتمبر (ولكن دون التشاور مع أي دولة أخرى)، حصلت بولندا على منطقة زاولزي المتنازع عليها كتنازل إقليمي بعد وقت قصير من معاهدة ميونيخ، في 2 أكتوبر.
اضطر التشيك في جمهورية تشيكوسلوفاكيا الضعيفة إلى حد كبير إلى منح تنازلات كبيرة لغير التشيكيين. اجتمعت اللجنة التنفيذية لحزب الشعب السلوفاكي [الإنجليزية] في جيلينا في 5 أكتوبر 1938، وبموافقة جميع الأحزاب السلوفاكية باستثناء الحزب الاشتراكي الديمقراطي، شكلت حكومة سلوفاكية مستقلة تحت قيادة جوزيف تيسو. وبالمثل، اتفق الفصيلان الرئيسيان في روثينيا سوبكارباتيا، محبو روسيا والأوكرانيون الروس، على إنشاء حكومة مستقلة، والتي شُكلت في 8 أكتوبر 1938. وفي أواخر نوفمبر 1938، أعيدت تسمية الدولة المبتورة، إلى تشيكو سلوفاكيا (ما يسمى الجمهورية الثانية)، أعيد تشكيلها في ثلاث وحدات مستقلة: تشيكيا (أي بوهيميا ومورافيا)، وسلوفاكيا، وروثينيا.
في 12 مارس 1939 أعلنت جمهورية سلوفاكيا استقلالها دولةً تابعةً تحت حكم جوزيف تيسو. أجبر هتلر هاشا على تسليم ما تبقى من بوهيميا ومورافيا للسيطرة الألمانية في 15 مارس 1939، وإنشاء محمية بوهيميا ومورافيا الألمانية، التي أُنشئت في 15 مارس. وفي نفس اليوم، أعلنت أوكرانيا الكارباتية (روتينياالكارباتية) استقلالها وغزتها المجر على الفور وضمتها إليها. أخيرًا، في 23 مارس، غزت المجر واحتلت أجزاء أخرى من سلوفاكيا (شرق سلوفاكيا) من منطقة كارباتو-أوكرانيا.

### الحرب العالمية الثانية

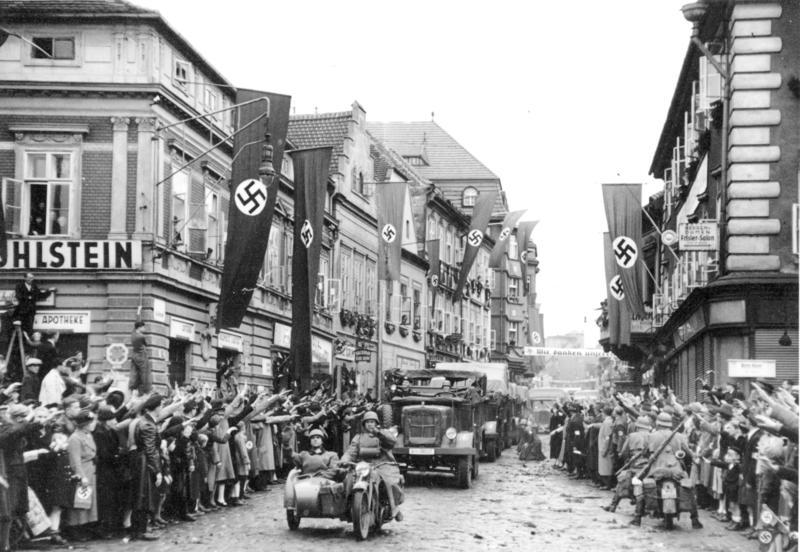
ألمان السوديت في ساز (Žatec) يحيون الفيرماخت بالتحية النازية

نظم بينيس وغيره من المنفيين التشيكوسلوفاكيين في لندن حكومة تشيكوسلوفاكية في المنفى وتفاوضوا للحصول على اعتراف دولي بالحكومة والتخلي عن معاهدة ميونيخ وعواقبها. اعترفت حكومة المملكة المتحدة على لسان وزير الخارجية إدوارد وود بالحكومة في 18 يوليو 1940. وفي يوليو وديسمبر 1941، كما اعترف الاتحاد السوفيتي والولايات المتحدة بالحكومة المنفية على التوالي. قاتلت الوحدات العسكرية التشيكوسلوفاكية إلى جانب قوات الحلفاء. في ديسمبر/كانون الأول 1943، أبرمت حكومة بينيس معاهدة مع الاتحاد السوفييتي. عمل بينيس على جلب المنفيين الشيوعيين التشيكوسلوفاكيين في بريطانيا إلى التعاون النشط مع حكومته، حيث قدم تنازلات بعيدة المدى، بما في ذلك تأميم الصناعات الثقيلة وإنشاء اللجان الشعبية المحلية في نهاية الحرب (وهو ما حدث بالفعل). في مارس 1945، أعطى مناصب وزارية رئيسية للمنفيين الشيوعيين التشيكوسلوفاكيين في موسكو.
أدى اغتيال حامي الرايخ راينهارد هايدريش في عام 1942 على يد مجموعة من الكوماندوز التشيكيين والسلوفاكيين المدربين في بريطانيا بقيادة جان كوبيش وجوزيف جابشيك إلى أعمال انتقامية، بما في ذلك إبادة قرية ليديس. أُعدم جميع السكان الذكور البالغين، بينما نُقلت الإناث والأطفال إلى معسكرات الاعتقال. لقيت قرى ليزاكي [الإنجليزية] مصيرًا مشابهًا ولاحقًا في نهاية الحرب جافوريتشكو أيضًا.
في 8 مايو 1944، وقع إدوارد بينش اتفاقية مع القادة السوفييت تنص على وضع الأراضي التشيكوسلوفاكية التي تحررها الجيوش السوفيتية تحت السيطرة المدنية التشيكوسلوفاكية.

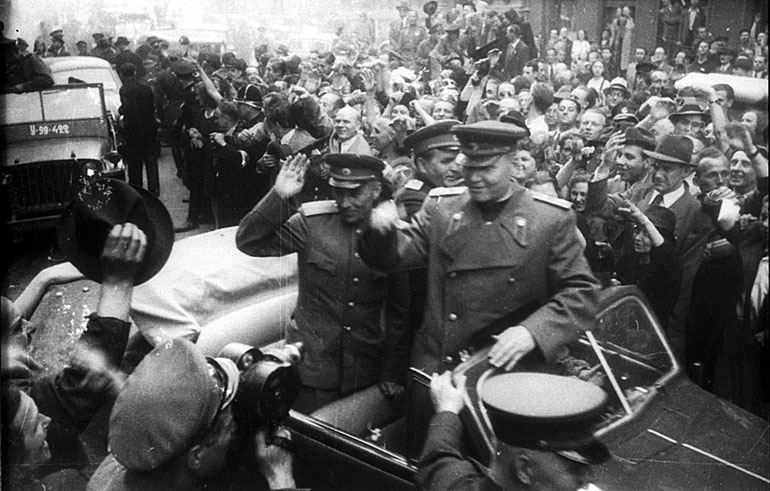
السوفييتي مارشال كونيف عند تحرير براغ على يد الجيش الأحمر في مايو 1945

ابتداءً من 21 سبتمبر 1944، حررت القوات السوفيتية (الجيش الأحمر) تشيكوسلوفاكيا من الشرق إلى الغرب، بدعم من المقاومة التشيكية والسلوفاكية. حررت قوات الحلفاء الأخرى (الجيش الأمريكي) من الغرب جنوب غرب بوهيميا. في مايو 1945، حررت القوات الأمريكية مدينة بلزن. حدثت انتفاضة مدنية ضد الحامية النازية في براغ في مايو 1945. وساعد في المقاومة جيش التحرير الروسي المدجج بالسلاح، أي جيش الجنرال فلاسوف، وهي قوة مكونة من أسرى الحرب السوفييت الذين نظمهم الألمان، الآن تحول مرة أخرى ضدهم. باستثناء وحشية الاحتلال الألماني في المحمية (وبعد الانتفاضة الوطنية السلوفاكية في أغسطس 1944، في سلوفاكيا أيضًا)، عانت تشيكوسلوفاكيا قليلاً نسبيًا من الحرب. استولت القوات السوفيتية على براتيسلافا في 4 أبريل 1945، وبراغ في 9 مايو 1945. سُحبت كل من القوات السوفيتية والقوات المتحالفة في نفس العام..
وُقع على معاهدة التنازل عن أوكرانيا الكارباتية إلى الاتحاد السوفيتي في يونيو 1945 بين تشيكوسلوفاكيا والاتحاد السوفيتي، في أعقاب استفتاء مزور أجراه السوفييت في أوكرانيا الكارباتية (روثينيا). نصت اتفاقية بوتسدام على طرد الألمان من تشيكوسلوفاكيا إلى ألمانيا تحت إشراف مجلس مراقبة الحلفاء. عادت القرارات المتعلقة بالأقلية المجرية إلى الحكومة التشيكوسلوفاكية. في فبراير 1946، وافقت الحكومة المجرية على أن تشيكوسلوفاكيا يمكنها ترحيل عدد من المجريين يساوي عدد السلوفاكيين في المجر الراغبين في العودة إلى تشيكوسلوفاكيا.

### الجمهورية الثالثة (1945-1948) واستيلاء الشيوعيين (1948)
ظهرت الجمهورية الثالثة إلى الوجود في أبريل 1945. وكانت حكومتها، التي تم نُصبت في كوشيتسه في 4 أبريل ثم انتقلت إلى براغ في مايو، عبارة عن ائتلاف للجبهة الوطنية [الإنجليزية] يضم ثلاثة أحزاب اشتراكية - الحزب الشيوعي التشيكوسلوفاكي (KSČ)، والحزب الديمقراطي الاشتراكي التشيكوسلوفاكي، والحزب الاشتراكي الوطني التشيكوسلوفاكي - هيمن. تم تضمين بعض الأحزاب غير الاشتراكية في الائتلاف. وكان من بينهم حزب الشعب الكاثوليكي (في مورافيا) والحزب الديمقراطي (سلوفاكيا) [الإنجليزية].
بعد استسلام ألمانيا النازية، طُرد حوالي 2.9 مليون من الألمان من تشيكوسلوفاكيا بموافقة الحلفاء، أُعلن أن ممتلكاتهم وحقوقهم باطلة بموجب مراسيم بينيس [الإنجليزية]. سرعان ما سقطت تشيكوسلوفاكيا ضمن دائرة النفوذ السوفيتي.
استفاد الحزب الشيوعي التشيكوسلوفاكي من الحماسة الشعبية التي أثارتها جيوش التحرير السوفييتية (والتي تقررت عن طريق تسوية الحلفاء وجوزيف ستالين في مؤتمر يالطا في عام 1944). استجاب التشيكوسلوفاكيون، الذين خاب أملهم بشدة في الغرب في معاهدة ميونخ (1938)، بشكل إيجابي لكل من الحزب الشيوعي التشيكوسلوفاكي والتحالف السوفييتي. بعد توحيدهما في دولة واحدة بعد الحرب، حدد التشيكيون والسلوفاكيون موعدًا للانتخابات الوطنية في ربيع عام 1946. كانت العناصر الديمقراطية، بقيادة الرئيس إدوارد بينش، تأمل أن يسمح الاتحاد السوفييتي لتشيكوسلوفاكيا بحرية اختيار شكل حكومتها الخاص وتطلعت إلى تشيكوسلوفاكيا التي تعمل جسرًا بين الشرق والغرب. حصل الشيوعيون على تمثيل قوي في اللجان الوطنية [الإنجليزية] المنتخبة شعبيًا، وهي الأجهزة الجديدة للإدارة المحلية. وفي انتخابات مايو/أيار 1946، فاز الحزب الشيوعي التشيكوسلوفاكي بأغلبية الأصوات الشعبية في الجزء التشيكي من الدولة ذات العرقين المزدوجين (40.17%)، وفاز الحزب الديمقراطي المناهض للشيوعية إلى حد ما في سلوفاكيا (62%). ولكن باختصار، فاز الحزب الشيوعي التشيكوسلوفاكي بأغلبية بلغت 38% من الأصوات على مستوى البلاد. واستمر إدوارد بينيس في منصبه رئيسًا للجمهورية. وأصبح الزعيم الشيوعي كليمنت جوتوالد رئيساً للوزراء. والأهم من ذلك، أنه على الرغم من أن الشيوعيين لم يشغلوا سوى أقلية من الحقائب الوزارية، فقد تمكنوا من السيطرة على جميع الوزارات الرئيسية (وزارة الداخلية، إلخ).
على الرغم من أن الحكومة التي يقودها الشيوعيون كانت تنوي في البداية المشاركة في مشروع مارشال، إلا أن الكرملين أجبرها على التراجع.
في عام 1947، استدعى ستالين جوتوالد إلى موسكو؛ وعند عودته إلى براغ، أظهر الحزب الشيوعي التشيكوسلوفاكي تطرفًا كبيرًا في تكتيكاته. في 20 فبراير 1948، استقال الوزراء الاثني عشر غير الشيوعيين، جزئيًا، لحمل بينيش على الدعوة إلى انتخابات مبكرة: رفض بينيش قبول استقالات الحكومة ولم يدعُ إلى إجراء انتخابات. في غضون ذلك، حشد الحزب الشيوعي التشيكوسلوفاكي قواته للانقلاب في عام 1948. نشرت وزارة الداخلية الخاضعة لسيطرة الشيوعيين أفواجًا من الشرطة في المناطق الحساسة وجهزت ميليشيا عمالية. في 25 فبراير، استسلم بينيش، ربما خوفًا من التدخل السوفييتي. قبل استقالات الوزراء المنشقين وتلقى قائمة وزارية جديدة من جوتوالد، وبالتالي أكمل، تحت غطاء الشرعية السطحية، الاستيلاء الشيوعي على السلطة.
في 10 مارس 1948، عُثر على وزير الخارجية المعتدل في الحكومة، جان ماساريك، ميتًا في ما يبدو على أنه انتحار، على الرغم من أن الظروف المشبوهة المحيطة بوفاته دفعت البعض إلى الاعتقاد بأنه كان اغتيالًا سياسيًا.

### العهد الشيوعي (1948-1989)

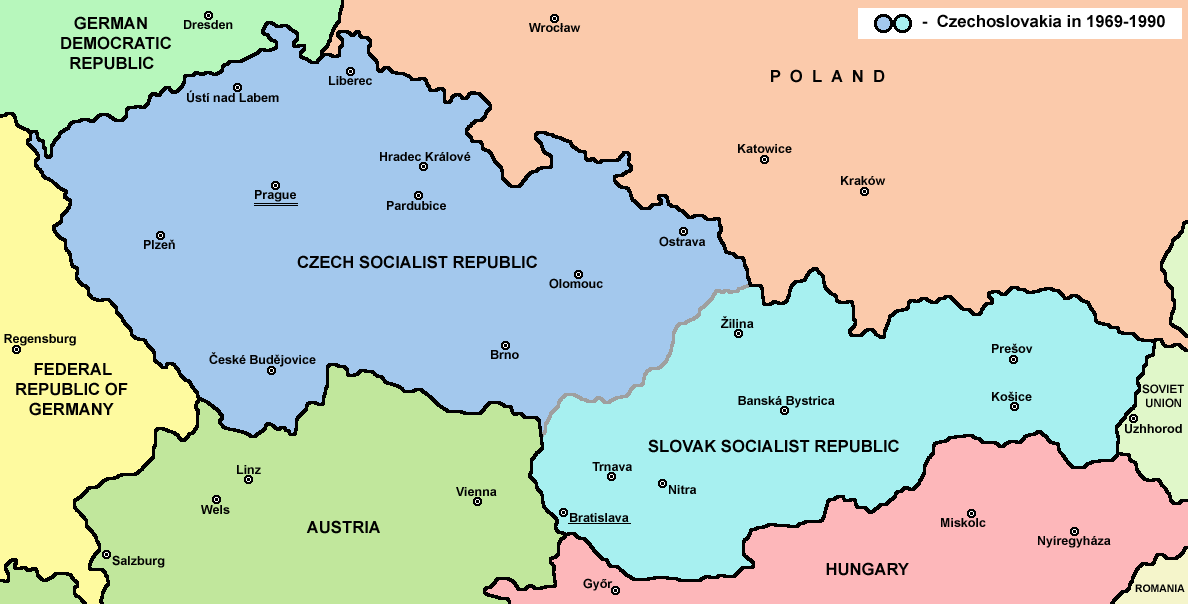

في فبراير 1948، عندما سيطر الشيوعيون السلطة، وأعلن تشيكوسلوفاكيا «الديمقراطية الشعبية» (حتى عام 1960) - خطوة أولية نحو الاشتراكية، وفي نهاية المطاف، والشيوعية. وقدم المركزية البيروقراطية تحت إشراف الحزب الشيوعي في تشيكوسلوفاكيا (ش) القيادة. تم تطهير العناصر المنشقة من جميع مستويات المجتمع، بما في ذلك الكنيسة الكاثوليكية الرومانية. عمت المبادئ الأيديولوجية الماركسية اللينينية والواقعية الاشتراكية الحياة الثقافية والفكرية. ارتكبت فيها الاقتصاد إلى التخطيط المركزي الشامل وإلغاء الملكية الخاصة لرأس المال. أصبح تشيكوسلوفاكيا دولة تابعة للاتحاد السوفياتي، بل كان عضوا مؤسسا في مجلس التعاضد الاقتصادي (الكوميكون) في عام 1949 وحلف وارسو في عام 1955. أصبح تحقيق الاشتراكية على النمط السوفيتي الأمر سياسة الحكومة المعلنة. كانت مقيدة السلوفاكية الحكم الذاتي، وقد شمل الحزب الشيوعي سلوفاكيا (KSS) مع (الحزب الشيوعي في تشيكوسلوفاكيا) ولكن الحزب الشيوعي التشيكوسلوفاكي الاحتفاظ بهويتها الخاصة. على غرار الاتحاد السوفيتي، بدأت تشيكوسلوفاكيا التأكيد على التطور السريع لصناعة الثقيلة. على الرغم من أن النمو الصناعي في تشيكوسلوفاكيا من 170 في المئة بين عامي 1948 و 1957 كانت مثيرة للإعجاب، وتجاوز حتى من قبل أن اليابان (300 في المئة) وجمهورية ألمانيا الاتحادية (ما يقرب من 300 في المئة) ويعادل أكثر من من النمسا واليونان.
رفض التوقيع على بينيس الدستور الشيوعي لعام 1948 (والتاسعة والأربعين من الدستور مايو) واستقال من الرئاسة، وكان خلفه كليمنت جوتوالد. توفي GOTTWALD في عام 1953. كان خلفه Zápotocký الانطونية رئيسا وأنتونين نوفوتني رئيسا للالحزب الشيوعي التشيكوسلوفاكي. حاول الحزب الشيوعي بعد عمليات التطهير الواسعة على غرار النمط الستاليني في غيرها من دول أوروبا الشرقية، و 14 من قادتها السابقين في نوفمبر تشرين الثاني 1952 وحكم 11 إلى الموت. لأكثر من عقد من الزمن بعد ذلك، تميزت التشيكوسلوفاكية البنية السياسية الشيوعية من قبل العقيدة من قيادة الحزب أنتونين نوفوتني رئيس. أصبح الرئيس نوفوتني في عام 1957 عندما توفي Zápotocký.
في 1950s، واتهم الستالينيين خصومهم من «مؤامرة ضد النظام الديمقراطية الشعبية» و «الخيانة العظمى» من اجل اطاحة بهم من مراكز السلطة. وتلت الاعتقالات واسعة النطاق من الشيوعيين من أصول «الدولي»، أي أولئك الذين لديهم اتصال مع الغرب في زمن الحرب، وقدامى المحاربين من الحرب الأهلية الإسبانية، واليهود، والسلوفاكية «القوميين البرجوازية،» من قبل محاكمات صورية. كان يعرف في كثير من الأحيان نتائج هذه المحاكمات، التي تخدم الدعاية الشيوعية، مقدما والعقوبات كانت ثقيلة للغاية، كما هو الحال في حالة Horáková Milada، الذي حكم عليه بالإعدام مع Buchal يناير، Kalandra Záviš وPECL Oldřich.
أعلن دستور عام 1960 وانتصار الاشتراكية وأعلنت جمهورية تشيكوسلوفاكيا الاشتراكية.
كان التبرؤ من الستالينية بداية في وقت متأخر من تشيكوسلوفاكيا. في 1960s في وقت مبكر، وأصبح الاقتصاد التشيكوسلوفاكي الراكدة بشدة. كان معدل النمو الصناعي أقل في أوروبا الشرقية. ونتيجة لذلك، في عام 1965، وافق حزب النموذج الاقتصادي الجديد، وإدخال عناصر السوق الحرة في الاقتصاد. قدم الحزب الشيوعي التشيكوسلوفاكي «الرسائل» في ديسمبر 1965 ردا طرفا في الدعوة إلى الإصلاح السياسي. تم إعادة تعريف المركزية الديمقراطية، ووضع أقوى التركيز على الديمقراطية. وأعيد تأكيد الدور القيادي للالحزب الشيوعي التشيكوسلوفاكي ولكن محدودة. السلوفاك الفيدرالية للضغط. في 5 يناير، 1968، انتخبت اللجنة المركزية الحزب الشيوعي التشيكوسلوفاكي الكسندر دوبتشيك وهو اصلاحي السلوفاكية، لتحل محل

#### وربيع براغ (1968)
قامت دوبتشيك حركة الإصلاح خطوة أخرى في اتجاه الليبرالية. بعد سقوط نوفوتني، تم رفع الرقابة. تم حشد الصحافة والإذاعة والتلفزيون لأغراض الدعاية الإصلاحي. اكتسبت حركة الاشتراكية الديمقراطية لفي تشيكوسلوفاكيا، تقتصر سابقا إلى حد كبير إلى المثقفين الحزب، جديدة والديناميكية الشعبية في ربيع عام 1968 (في «ربيع براغ»). العثور على العناصر المتطرفة التعبير: مهاترات ضد السوفييت ظهرت في الصحافة، وبدأ الحزب الاشتراكي الديمقراطي لتشكيل حزب مستقل؛ تم إنشاؤها جديدة النوادي السياسية غير منتسبين. وحث حزب المحافظين تنفيذ التدابير القمعية، ولكن دوبتشيك نصح الاعتدال واكد مجددا الحزب الشيوعي التشيكوسلوفاكي القيادة. وبالإضافة إلى ذلك، فإن القيادة دوبتشيك دعا التغييرات السياسية العسكرية في حلف وارسو السوفياتي والتي يهيمن عليها مجلس التعاضد الاقتصادي. وأكد قيادة ولائها إلى الاشتراكية وحلف وارسو ولكن أيضا أعرب عن الرغبة في تحسين العلاقات مع جميع دول العالم بغض النظر عن نظمها الاجتماعية.
برنامج المعتمد في المبادئ التوجيهية أبريل مجموعة عام 1968 من أجل ديمقراطية حديثة الإنسانية والاشتراكية التي من شأنها أن تضمن، من بين أمور أخرى، حرية الدين والصحافة والتجمع والكلام والسفر؛ برنامج، وبعبارة دوبتشيك، وسيعطي الاشتراكية «من حقوق الإنسان مواجهة». بعد 20 عاما من المشاركة العامة قليلا، وبدأت تدريجيا لسكان تأخذ مصلحة في الحكومة، وأصبح دوبتشيك شخصية شعبية حقا الوطنية.
إنشاء الإصلاحات الداخلية والبيانات السياسة الخارجية للقيادة دوبتشيك قلق كبير بين بعض الحكومات الأخرى حلف وارسو. وكان الحزب الشيوعي التشيكوسلوفاكي المحافظين معلومات خاطئة فيما يتعلق موسكو قوة حركة الإصلاح. ونتيجة لذلك، غزت قوات دول حلف وارسو (باستثناء رومانيا) تشيكوسلوفاكيا أثناء الليل من أغسطس 20-21. تعارض ثلثي اللجنة المركزية الحزب الشيوعي التشيكوسلوفاكي التدخل السوفياتي. وأعرب عن المعارضة الشعبية العفوية في أعمال عديدة من المقاومة اللاعنفية. في براغ وغيرها من المدن في جميع أنحاء الجمهورية، استقبال الجنود التشيك والسلوفاك حلف وارسو مع الحجج واللوم. أعلنت الحكومة التشيكوسلوفاكية التي لم يتم القوات دعوة إلى البلاد والتي غزوهم هو انتهاك لمبادئ الاشتراكية، والقانون الدولي، وميثاق الأمم المتحدة. لقد التقطت دوبتشيك، الذي كان قد اعتقل في ليلة 20 أغسطس، إلى موسكو لإجراء مفاوضات. كانت النتيجة عقيدة بريجنيف السيادة المحدودة، التي تنص على تعزيز الحزب الشيوعي التشيكوسلوفاكي، ومراقبة صارمة من طرف وسائل الإعلام، وقمع الحزب الاشتراكي الديمقراطي التشيكوسلوفاكية.
في 19 يناير، 1969، تعيين الطالب يناير Palach النار في نفسه في ساحة Wenceslas في براغ احتجاجا على غزو تشيكوسلوفاكيا من قبل الاتحاد السوفيتي في عام 1968.
قسرا وسرا اتخاذ الاصلاحيين الرئيسية التشيكوسلوفاكية للاتحاد السوفياتي حيث تم توقيع المعاهدة التي تنص على «الإيقاف المؤقت» من عدد غير محدد من القوات السوفيتية في تشيكوسلوفاكيا. تمت إزالة دوبتشيك أمينا الطرف الأول في 17 نيسان 1969، وحلت محلها أخرى السلوفاكية، غوستاف هوساك. في وقت لاحق، تم تجريد دوبتشيك والعديد من حلفائه داخل الحزب من المناصب الحزبية في عملية تطهير استمرت حتى عام 1971 وتخفيض عضوية الحزب بنسبة الثلث تقريبا.

#### ما بعد العدوان
جعل جزء من تشيكوسلوفاكيا السلوفاكية مكاسب كبيرة في الإنتاج الصناعي في 1960s و 1970s. من قبل 1970s، وكان إنتاجها الصناعي بالقرب من التكافؤ مع أن من الأراضي التشيكية. ارتفعت نسبة سلوفاكيا نصيب الفرد من الدخل القومي من أكثر بقليل من 60 في المئة من أن بوهيميا ومورافيا في عام 1948 إلى ما يقرب من 80 في المئة في عام 1968، والسلوفاكية في السلطة فرد كسب يعادل ذلك من التشيك في عام 1971. واصلت وتيرة النمو الاقتصادي ليتجاوز السلوفاكية أن النمو التشيكية وحتى يومنا هذا (2003).
وظل في منصبه دوبتشيك فقط حتى أبريل 1969. كان اسمه جوستاف هوساك (واحد الوسط، والمثير للاهتمام من «القوميين البرجوازية» السلوفاكية سجن من تلقاء نفسه الحزب الشيوعي التشيكوسلوفاكي في 1950s) السكرتير الأول (العنوان تغير إلى الأمين العام في 1971). والفترة التي يجريها استعادة الاستمرارية مع prereform - A برنامج «التطبيع». التطبيع ينطوي القمع السياسي جذرية والعودة إلى المطابقة الأيديولوجية. A تطهير تطهير القيادة التشيكوسلوفاكية الجديدة من جميع العناصر الإصلاحية.
بشرت المظاهرات ضد السوفييت في أغسطس 1969 في فترة من القمع القاسية. أصبح 1970s و 1980s والمعروفة باسم فترة «التطبيع» الذي المدافعون عن غزو 1968 السوفياتي منعت، بأفضل ما يمكن، أي معارضة لنظام المحافظة. ركود الحياة السياسية والاجتماعية والاقتصادية. السكان، ترويع من قبل «التطبيع» كان هادئا. كانت نقطة الوحيد المطلوب خلال ربيع براغ الذي حقق الفيدرالية للبلاد (اعتبارا من 1969)، الذي كان أكثر أو أقل ومع ذلك رسميا إلا في ظل التطبيع. كان إنشاؤه حديثا الاتحادية الجمعية (أي البرلمان الاتحادي)، الذي حل محل الجمعية الوطنية، للعمل في تعاون وثيق مع المجلس الوطني التشيكي والمجلس الوطني السلوفاكي (أي البرلمانات الوطنية).
في عام 1975، وأضاف جوستاف هوساك منصب الرئيس إلى منصبه كقائد للحزب. النظام هوساك المطلوبة المطابقة والطاعة في جميع جوانب الحياة. هوساك حاول أيضا للحصول على موافقة لحكمه من خلال توفير تحسين مستوى المعيشة. عاد إلى تشيكوسلوفاكيا الاقتصاد الموجه الأرثوذكسية مع التركيز الشديد على التخطيط المركزي واستمر في توسيع نطاق التصنيع. لفترة من الوقت بدا أن السياسة الناجحة؛ في 1980s، ومع ذلك، كانت أكثر أو أقل فترة من الركود الاقتصادي. وثمة سمة أخرى من الحكم هوساك في الاعتماد المستمر على الاتحاد السوفيتي. في 1980s، كان ما يقرب من 50 في المئة من التجارة الخارجية مع تشيكوسلوفاكيا والاتحاد السوفياتي، وكان ما يقرب من 80 في المئة مع الدول الشيوعية.
من خلال 1970s و 1980s، وطعن النظام من قبل الأفراد والجماعات المنظمة تطمح إلى التفكير المستقل والنشاط. ظهرت أول معارضة منظمة تحت مظلة الميثاق 77. في 6 يناير، 1977، ظهرت وثيقة تسمى ميثاق 77 في الصحف الألمانية الغربية. ورد البيان الأصلي وقعها 243 شخصا؛ من بينهم الفنانين والمسؤولين الحكوميين السابقين، وشخصيات بارزة أخرى. كان الميثاق أكثر من 800 توقيعا بحلول نهاية عام 1977، بما في ذلك العمال والشباب. انتقدت الحكومة لفشلها في تنفيذ الأحكام المتعلقة بحقوق الإنسان من الوثائق التي وقعت، بما في ذلك الدستور الدولة ذاتها؛ العهدين الدوليين الخاصين السياسية، الحقوق المدنية والاقتصادية والاجتماعية، والثقافية، والوثيقة الختامية لمؤتمر الأمن والتعاون في أوروبا. على الرغم من غير المنتظمة في أي بالمعنى الحقيقي، شكلت الموقعين ال 77 مبادرة ميثاق المواطنين التي تهدف إلى اقناع الحكومة التشيكوسلوفاكية لمراقبة الالتزامات الرسمية إلى احترام حقوق الإنسان لمواطنيها. واعتقل واستجوب الموقعين؛ الفصل من العمل بعد كثير من الأحيان. لأن الدين عرضت إمكانيات الفكر والأنشطة مستقلة عن الدولة، وذلك أيضا مقيدة بشدة والسيطرة عليها. وطلب من رجال الدين أن تكون مرخصة. خلافا لما حدث في بولندا، واقتصرت المعارضة والنشاط المستقل في تشيكوسلوفاكيا لشريحة صغيرة نسبيا من السكان. هاجر العديد من التشيك والسلوفاك إلى الغرب.

### نهاية الحقبة الشيوعية (1989) والثورة المخملية 1989
على الرغم من أن، في مارس 1987، ارتكبت هوساك أبعاده تشيكوسلوفاكيا لمتابعة برنامج البيريسترويكا ميخائيل جورباتشوف، فإنه لم يحدث الكثير في الواقع. في 17 ديسمبر، 1987، وكان هوساك، الذي كان بعيدا عن شهر واحد عيد ميلاد 75 له، استقال من منصب رئيس الحزب الشيوعي التشيكوسلوفاكي. ابقى، ومع ذلك، من منصبه رئيسا لتشيكوسلوفاكيا وعضويته الكاملة في رئاسة الحزب الشيوعي التشيكوسلوفاكي. لم ميلوش ياكيش، الذي حل محل هوساك كسكرتير أول للمنشآت التي لا يغير شيئا. كان بطء وتيرة حركة الإصلاح التشيكوسلوفاكي مصدر إزعاج للقيادة السوفيتية.
استغرق أول مظاهرة مناهضة للشيوعية مكان في 25 مارس، 1988 في براتيسلافا (المظاهرة شمعة في براتيسلافا). كان تجمعا غير مصرح به السلمية من الروم الكاثوليك بعض 2,000 (مصادر أخرى 10,000). مظاهرات وقعت أيضا في 21 أغسطس، 1988 (الذكرى السنوية لتدخل السوفياتي في 1968) في براغ، في 28 أكتوبر 1988 (إنشاء تشيكوسلوفاكيا في عام 1918) في براغ وبراتيسلافا وبعض المدن الأخرى، في كانون الثاني 1989 (يناير فاة Palach في 16 يناير، 1969)، على، 21 أغسطس 1989 (انظر أعلاه)، ويوم 28 أكتوبر، 1989 (انظر أعلاه).
بدأت الثورة المناهضة للشيوعية في 16 نوفمبر 1989 في براتيسلافا، مع مظاهرة من طلاب الجامعة السلوفاكية للديمقراطية، واستمر مع تظاهرة مماثلة معروفة من الطلاب التشيك في براج يوم 17 نوفمبر.

### الديمقراطية تشيكوسلوفاكيا (1989-1992)
في 17 نوفمبر 1989، كسرت الشرطة الشيوعية بعنف يصل سلمية المظاهرة المؤيدة للديمقراطية، وحشية الضرب المشاركين الطالب كثيرة. في الأيام التالية، ميثاق 77 ومجموعات أخرى المتحدة لتصبح المنتدى المدني، وهي مجموعة مناصرة الإصلاح مظلة البيروقراطية والحريات المدنية. كان زعيمها المنشق الكاتب المسرحي فاتسلاف هافيل. تجنب عمدا التسمية «الحزب»، وهي كلمة تعطى له دلالة سلبية في زمن النظام السابق، والمنتدى المدني سرعان ما اكتسب دعم الملايين من التشيك، وكذلك فعلت نظيرتها السلوفاكية، العامة لمناهضة العنف.
تواجه رفضا شعبي عارم، والحزب الشيوعي جميع ولكنها انهارت. قادتها، وهوساك رئيس الحزب ميلوش ياكيش، استقال في ديسمبر كانون الأول عام 1989، وانتخب هافل رئيس تشيكوسلوفاكيا في 29 ديسمبر كانون الأول. كان سرعة مذهلة من هذه الأحداث ويرجع ذلك جزئيا إلى عدم شعبية النظام الشيوعي والتغيرات في سياسات الضامن لها السوفياتي وكذلك للمنظمة، السريع الفعال لهذه المبادرات العامة إلى المعارضة قابلة للحياة.
تم تشكيل حكومة ائتلافية في الحزب الشيوعي الذي كان أقلية من المناصب الوزارية، في ديسمبر 1989. وجرت أول انتخابات حرة منذ عام 1946 في تشيكوسلوفاكيا في يونيو 1990 المكان دون وقوع حوادث ومع أكثر من 95٪ من السكان التصويت. كما فاز المتوقعة، والمنتدى المدني العامة لمناهضة العنف انتصارات ساحقة في جمهوريات كل منهما وفازت بأغلبية مريحة في البرلمان الاتحادي. قام البرلمان خطوات كبيرة نحو تأمين التطور الديمقراطي لتشيكوسلوفاكيا. انتقلت بنجاح نحو الانتخابات المحلية العادلة في نوفمبر 1990، وضمان تغيير جذري على مستوى المحافظة والمدينة.
العثور على المنتدى المدني، ومع ذلك، أنه على الرغم من أنها أكملت بنجاح الهدف الرئيسي لل-الإطاحة بنظام الشيوعية، كان غير فعال باعتباره الحزب الحاكم. واعتبر زوال المنتدى المدني من قبل معظم حسب الضرورة والحتمية.
بحلول نهاية عام 1990، غير الرسمية البرلمانية «النوادي» قد تطورت مع أجندات سياسية متميزة. وكان الأكثر تأثيرا على الحزب المدني الديمقراطي برئاسة فاكلاف كلاوس. وكانت الأطراف البارزة الأخرى التي خرجت إلى حيز الوجود بعد الانقسام في الحزب الديمقراطي الاجتماعي التشيكي، والحركة المدنية، والتحالف المدني الديمقراطي.
بحلول عام 1992، ومكالمات السلوفاكي لمزيد من الحكم الذاتي بشكل فعال منعت سير اليومية للحكومة الاتحادية. في انتخابات حزيران 1992، فاز حزب الديمقراطية المدنية كلاوس بسهولة في الأراضي التشيكية على أساس برنامج للإصلاح الاقتصادي. ظهرت حركة فلاديمير ميسيار لسلوفاكيا ديمقراطية والحزب القائد في سلوفاكيا، مستندة على العدالة نداءها لمطالب السلوفاكية للحكم الذاتي. الفيدرالية، مثل هافل، لم يتمكنوا من احتواء الاتجاه نحو الانقسام. في يوليو 1992، استقال الرئيس هافل. في النصف الأخير من عام 1992، وكلاوس ميسيار إبرامها اتفاق الجمهوريتين سيذهب كل منهما في سبيله بحلول نهاية العام.
أعضاء البرلمان تشيكوسلوفاكيا (الجمعية الاتحادية)، وتنقسم على أسس وطنية، تعاونت بالكاد يكفي لتمرير القانون الذي يفصل البلدين رسميا في أواخر عام 1992. في 1 يناير 1993، كانت الجمهورية التشيكية (التشيك) والجمهورية السلوفاكية (سلوفاكيا) في وقت واحد وأسس سلمية.
وكانت العلاقات بين الدولتين، على الرغم من الخلافات في بعض الأحيان حول تقسيم الممتلكات الاتحادية والإدارة من الحدود، السلمية. حققت كل من الولايات الاعتراف الفوري من الولايات المتحدة الأمريكية وجيرانهم الأوروبيين.

## التاريخ الاقتصادي
في ذلك الوقت من استيلاء الشيوعيين، ودمر تشيكوسلوفاكيا من قبل الحرب العالمية الثانية. ما يقرب من مليون شخص، من أصل عدد السكان قبل الحرب 15 مليون نسمة، قد لقوا مصرعهم. طردوا مبلغ إضافي قدره 3 ملايين ألماني في عام 1946. في عام 1948، بدأت الحكومة التأكيد على الصناعات الثقيلة والسلع الزراعية والخدمات الاستهلاكية. تم تأميم العديد من الصناعات الأساسية والتجارة الخارجية، وكذلك تجارة الجملة المحلية، قبل الشيوعيين إلى السلطة. اكتمل تأميم معظم تجارة التجزئة في 1950-1951 [بحاجة لمصدر].
تلقى الدعم الصناعات الثقيلة الاقتصادية الرئيسية خلال 1950s، ولكن التخطيط المركزي أدى إلى النفايات والاستخدام غير الفعال للموارد الصناعية [بحاجة لمصدر]. على الرغم من أن القوى العاملة الماهرة كان تقليديا وفعالة، ساهمت الحوافز لعدم كفاية العمال والإدارة لدوران العمالة العالية، وانخفاض الإنتاجية، وسوء نوعية المنتج. بلغ الفشل الاقتصادي إلى مرحلة حرجة في 1960s، وبعد ذلك تم البحث في تدابير الإصلاح المختلفة مع عدم وجود نتائج مرضية.
جاء الأمل في إصلاح واسع النطاق الاقتصادي مع ارتفاع الكسندر دوبتشيك في يناير كانون الثاني عام 1968. على الرغم من الجهود جدد، ومع ذلك، يمكن أن تشيكوسلوفاكيا لم يبدأ في التعامل مع القوات التضخمية، ناهيك عن الشروع في المهمة الهائلة المتمثلة في تصحيح مشاكل الاقتصاد الأساسية.
شهد الاقتصاد نمو خلال 1970s ولكن ركود ثم بين 1978-1982 [بحاجة لمصدر]. وكانت محاولات إعادة إحياء ذلك في 1980s مع إدارة برامج الحوافز وعامل غير ناجحة إلى حد كبير. نما الاقتصاد بعد عام 1982، وتحقيق نمو سنوي متوسط نمو الناتج أكثر من 3٪ بين 1983-1985 [بحاجة لمصدر]. عزز الصادرات تم تقليص الواردات من الغرب، ويصعب الدين بالعملة تخفيضا كبيرا. وقدم استثمارات جديدة في هذه المادة الكيميائية، والإلكترونية، والقطاعات الصيدلانية، والتي كانت قادة الصناعة في أوروبا الشرقية في منتصف 1980s.